# The Style Council
The Style Council fue un grupo musical que abarcó varios estilos, principalmente r&b, soul, funk, y modern jazz, sobre una base de melodías de pop fresco. Fueron pioneros de movimientos musicales que surgieron como evolución de los antes mencionados
Formados como dúo en 1983 por el guitarrista Paul Weller (exlíder de The Jam), y el tecladista Mick Talbot procedente de Merton Parkas, tras unos escarceos de Weller con el grupo Everything But The Girl. Se hicieron acompañar en las primeras grabaciones por diversos músicos y por la cantante Tracie Young, quien tuviera tan buena voz como discreta carrera producida por Paul Weller. En 1983 entró a formar parte de la formación fija el baterista de tan sólo 18 años Steve White. Posteriormente se unió a la formación la corista Dee C. Lee, que antes había colaborado con Wham!. Dee C. Lee y Paul Weller contrajeron matrimonio y tuvieron dos hijos, divorciándose en los 90.
Muchos de los fanes de The Jam no entendieron el cambio de Paul Weller, que realmente era una evolución en sus planteamientos que difícilmente podía llevar a cabo dentro del corsé de un grupo de rock con orígenes en el punk. Paul declaró que pretendía que Style Council fuesen una fusión de estilos entre The Small Faces y las bandas de Modern Jazz de los primeros años 60, intentando tener el sonido más negro posible.
The Style Council tuvieron una mayor conciencia política que The Jam. Paul y Mick se unieron a Billy Bragg en el proyecto Red Wedge, dando apoyo al mundo laborista en contra de Margaret Thatcher, todas estas protestas quedaron patentes en las ácidas letras de las canciones Money Go Round, The Lodgers, Come to Milton Keynes, Shout to the Top y especialmente Homebreakers.
Los mayores éxitos comerciales de The Style Council llegaron en 1985 con el álbum Our Favourite Shop, que alcanzó el número 1 en las listas del Reino Unido. Una vez más, Paul Weller no triunfó en EE. UU., si bien al menos con The Style Council consiguió algo más que con The Jam: El tema My Ever Changing Moods alcanzó el puesto #29 en las listas Billboard.
El rechazo de la casa de discos Polydor (discográfica de Paul Weller desde 1977 hasta ese día) a publicar en 1989 el último álbum Modernism: A New Decade, aceleró la separación del grupo, algo que ya estaba en la mente de Mick y Paul. A partir de ahí Paul inició su carrera en solitario y Mick Talbot efectuó dos discos junto a Steve White como Talbot/White. Posteriormente ya en el nuevo siglo ellos dos formaron el combo The Players junto a Damon Minchella (bajista de Ocean Colour Scene y de Paul Weller), y Aziz Ibrahim (exbaterista de The Stone Roses y colaborador de Ian Brown). Steve continuó su relación con Paul, ya que también lo acompañó en sus actuaciones y discos en solitario.

## Inicios
Como se explica en diferentes sitios webs como el Telegraph, Paul Weller conoció al dúo Everything But the Girl por su versión del tema The English Rose de The Jam. Participó con ellos en una mini gira por pubs londinenses a principios de 1983, en un período post Jam y pre Style Council, entre los que destaca y existe documentación gráfica el concierto en el ICA, el 5 de enero de 1983.

## Como Banda Sonora
El Programa Amaury Jr. inició su nueva temporada, el 27 de enero de 2018, con una canción que les había llevado al éxito mundial: Shout to te Top.

## Discografía

### Álbumes
- Introducing The Style Council (1983) ( Mini-LP recopilatorio de los primeros sencillos británicos, publicado sólo en Europa)
- Café Bleu (1984) Posición #2 en las listas del Reino Unido[4] ( Publicado como My Ever Changing Moods en EE. UU.
- Our Favourite Shop (1985) Posición #1 ( Publicado como Internationalists en Estados Unidos)
- Home and Abroad (1986) (Disco en directo) Posición #8[4]
- The Cost of Loving (1987) Posición #2[4]
- Confessions of a Pop Group (1988) Posición #15[4]
- Modernism: A New Decade (1989) ( Inédito hasta 1998)
- The Singular Adventures of The Style Council Greatest Hits Volume 1 (1989) Posición #3
- Gold (Recopilación Doble) (2006)

### Sencillos
- Speak Like a Child / Party Chambers (03/1983; UK # 4)
- Money-Go-Round / Money-Go-Round (Part 2) (05/1983; UK # 11)
- Paris (EP 08/1983; UK # 3)
- Solid Bond in your Heart / It Just Came to Pieces in my Hand (11/1983; UK # 11)
- My Ever Changing Moods / Mick’s Company (02/1984; UK # 5; US # 29)
- You’re the Best Thing / Big Boss Groove (05/1984; UK # 5; US # 76)
- Shout to the Top / Ghosts of Dachau (10/1984; UK # 7)
- Soul Deep / Soul Deep Part 2 (12/1984; UK # 24) lanzado comercialmente como "Soul Collective"
- Walls Come Tumbling Down / The whole Point II / Bloodsport (05/1985; UK # 6)
- Come to Milton Keynes / When You Call Me (06/1985; UK # 23)
- Our Favourite Shop / Boy Who Cried Wolf (08/1985)
- The Lodgers / You’re the Best Thing (live) (09/1985; UK # 13)
- Have You Ever Had It Blue / Mr. Cool’s Dream (03/1986; UK # 14)
- Internationalists / When You Call Me (06/1986)
- It Didn’t Matter / All Year Round (01/1987; UK # 9)
- Waiting / Francoise (03/1987; UK # 52)
- Wanted (For Waiter) / The Cost of Loving (10/1987; UK # 20)
- Life at a Top People’s Health Farm / Sweet Loving Ways (05/1988; UK # 28)
- How She Threw It All Away / In Love for the First Time / Long Hot Summer / I Do Like to Be B-Side the A-Side (07/1988; UK # 41)
- Promised Land / Can You Still Love Me (02/1989; UK # 27)
- Long Hot Summer ’89 Mix / Everybody’s on the Run (05/1989; UK # 48)